# DOIS SOL
『DOIS SOL』（ドイソル）は、村瀬克俊による日本のサッカー漫画。『週刊少年ジャンプ』にて、2011年11号から同年28号まで連載された。

## あらすじ
高校1年生にして凄腕のサッカー監督である野永大将は、「サッカーで全国を獲るチーム」を作れるメンバーを探していた。同じ頃、助っ人サッカー選手の坂道勝歩は自身の実力を試すべくブラジルへ渡ろうとしていた。

## 登場人物

### 主要人物
坂道 勝歩（さかみち かっぽ）
羽石高校1年生。身長167センチメートル。背番号9。ポジションはフォワード（FW）。
クラブチーム等には所属せず、草サッカーの助っ人として活躍していた。頭にミサンガを付けている。
目標は「世界一自由自在なプレイをするサッカー選手になる」こと。ブラジル人からサッカーを教わったこともあり実力はかなりのものだが、そのプレイスタイルから日本のサッカーチームでは邪魔者扱いされた過去を持ち、故に高校に進学したらブラジルへ渡るつもりでいた。後に野永の説得で羽石高校にとどまることになる。
全てのプレーに企みを加え試合の流れを操るマリーシアの使い手。
入部試験では抜群のボールコントロールとテクニックでロングシュートを多用、ただゴールを決めるだけでなくわざとシュートを外して相手のマークを外させるなど、ロングシュートの使い分けだけで試合をコントロールする。しかし、その意図が理解出来ない岡や口竹からは批難されていた。
見た目に反し学力は高く学力テストで1位を取っている特待生である。
野永 大将（のなが ひろまさ）
羽石高校1年生。身長185センチメートル。サッカー部監督。
無名の小中学校やクラブチームを瞬く間に全国大会レベルにまで育て上げた実績を持つ凄腕のサッカー監督。高校に入学するまでは草サッカーチームの助っ人監督を務めてもいた。マスコミに取り上げられたことも多いが、そのため「色物」として見られることも多い。本人はそれを嫌っている。
「サッカーの全国大会で優勝を獲る」ことを目標としており、そのためのチームメンバーを探している。試合を観察しながら展開、分析、選手の癖等まで全てを研究し、その場に適した作戦を立てる。選手一人ひとりの名前もしっかり覚えているが、安藤の練習に臨むテンションの原因に南生に指摘されるまで気付こうともしないなど、精神面への配慮は欠けるところがある。
昔は選手としてプレーしていたようで部員の前で実力を見せつけたこともある。監督に転向した理由は明示されていないが、叶葉によれば「医者に止められている」とのこと。
かつて自身のサッカーチームを率いて西怜中学と戦ったことがあるが、圧倒的な力の前に敗北。それによる絶望感でそれ以降中学を登校拒否しており、勉強の成績は著しく悪い。

### 羽石高校

#### サッカー部
安藤 竜太（あんどう りゅうた）
羽石高校1年生。身長175センチメートル。背番号8→7。ポジションはミッドフィールダー（MF）。
中学時代は天才パサーとして名が知られていた。
イケメンなため、女子からの人気は熱い。自身の言動もナルシストな一面がある。
試合中は長髪をゴムでまとめている。冷静な観察眼を持っており、相手の死角からボールをカットする力に長ける。曰く「スマートなプレイ」を好む。勝歩とは気が合う様子。
サッカーに対するモチベーションが女子にあり、女子の視線がある時は異様なテンションの高さを見せるが、追っかけを追い払った際には練習にも参加せず落ち込んでいた。
岡 弘丸（おか ひろまる）
羽石高校1年生。身長177センチメートル。背番号10→11。ポジションはフォワード（FW）。
勝歩から「マルオカ」と呼ばれる。うるさい性格で、度々調子に乗って野永に凄まれている。
元津久根中エースストライカーと自称するが、誰も彼の存在を知らなかった。自らのプレーを大声で実況しながら試合する。作中ではツッコミをこなすことが多い。
得点決定力・テクニックは野永に認められているが、ボールをキープ、カットする力に欠ける。
口竹 達男（くちだけ たつお）
羽石高校1年生。身長170センチメートル。背番号11→12。ポジションはフォワード（FW）。
第1話で野永に恥をかかされた男子生徒にサッカー部を荒らすよう命令されており、ことあるごとに野永や部員に突っかかる。
西怜戦後、野永を呼び出すよう脅されるが途中で翻意、野永をかばう。
高座 渋哉（こうざ しぶや）
羽石高校1年生。身長184センチメートル。背番号4→3。ポジションはセンターバック（CB）。
入部当初は口竹に同調することが多かったが、練習や西怜戦を経て真剣に取り組むようになる。
柏木 知己（かしわぎ ともき）
羽石高校1年生。身長161センチメートル。背番号7→8。ポジションはミッドフィールダー（MF）。
サッカー好きで幼少のころからサッカーを続けているが、特別実力が高いわけではなく、中学では三年間ずっと補欠兼雑用だった。ずっとコート外から試合の様子を観察していたため、ボールのコースを読む「位置取り」の力に長ける。
勝歩らのプレーを見て、自分の実力の無さにやる気を失くしていた。が、「好き」という思いだけでサッカーを続けてきたその姿勢を大将に評価され、対西怜高校戦ではスタメン入りする。
大河原 南生（おおかわら なお）
羽石高校2年生。身長179センチメートル。背番号10。西怜中学出身。
グラウンドやスタンドなど所構わずお菓子をよく食べており、その嗜好は独特。西怜中最多得点ホルダーとして知られ、中学時代の真島らはボールに触れることすら出来なかった。
かつては大和や林田らと共に打倒西怜を目指したが、廃部寸前になってからは休部していた。羽石と西怜の練習試合を観戦、楽しそうにサッカーをする羽石の後輩を見て再び打倒西怜に火が着き、試合後に西怜メンバーに宣戦布告する。
勝歩のマリーシアを始め、部員たちの特徴もよく理解している。目標に向けて戦略を練る野永に対し、「チームが一つになって戦う」意味を説く。
シュート力もさながらフィジカルも強く、勝歩を含めた3人がかりのディフェンスを1タッチで抜き去るドリブルテクニックを持つ。
大泉 晴旦（おおいずみ わたる）
羽石高校1年生。身長178センチメートル。ポジションはゴールキーパー（GK）。
喧嘩とボクシングの達人で、名だたる不良をことごとく倒した過去を持つらしい。自分が認めた人間の言うことだけを聞く。
大和に対しては、自分と真剣に向き合ってくれた恩人として慕っている。また野永に対しては、不良相手に一歩も引かない態度を見て彼を認め、サッカー部に入部する。
大和が復帰するまでGKの代理を務めると語るがサッカーに関しては素人で、ウソの入部試験として行ったPKでは真っ正面にシュートを打ち込まれてもボクシングの要領でかわしてカウンターパンチを打ち込んでいた。大和の復帰後はフィールダーの練習をしていた。
浜名 彩斗（はまな あやと）
羽石高校1年生。身長169センチメートル（自称175センチメートル）。晴旦の弟分その1。
浜名 絃巴（はまな いとは）
羽石高校1年生。身長171センチメートル（自称175センチメートル）。晴旦の弟分その2。
寺島 大和（てらしま やまと）
羽石高校3年生。身長175センチメートル。背番号1。ポジションはゴールキーパー（GK）。サッカー部キャプテン。
かつて羽石のサッカー部を率いた不動のキーパー。晴旦が「本物の強さを知る"漢"」と評す人物。非常に責任感が強く、真面目で頑固な性格。
2年生の時打倒西怜を目指し、過去の試合記録、他校のデータ等を参考に練習メニューを組んだが、そのあまりの厳しさゆえに部員が離散、サッカー部を廃部寸前に追い込んだ過去を持つ。その責任を感じて部を辞め、サッカーと距離を置くようになっていた。南生の説得により、再び羽石のサッカー部に返り咲く。
過去の試合における失点率は低く、PKセービング率は5割。しかし、現在はそれをも上回るほどの実力を持っている。
林田（はやしだ）
羽石高校3年生。
大和の友人で散り散りになった羽石サッカー部に唯一残っていた先輩部員。地味で目立たないが、野永考案の「4タッチ以上のプレイ禁止」練習で設けられた“裏ルール”「ディフェンダーが油断をした時のみ4タッチ以上のプレイを黙認する」という極めて困難な判定を、審判として的確に判定できるほどの確かな観察眼を持つ。また、南生と共に大和の過酷な猛練習にも耐えぬく不屈の精神の持ち主。
星野 叶葉（ほしの かなは）
羽石高校1年生。身長154センチメートル。新聞部所属。
野永の従姉妹で、彼のことを「ひーくん」と呼ぶ（本人はこう呼ばれることを嫌っている）。
将来の夢は日本代表監督になった野永の専属記者となり本を出版すること。
新聞部だが、頻繁に野永からサッカー部の雑用を押しつけられる。結菜がマネージャーとして来た際には雑用から解放されることを喜んでいた。
中村 結菜（なかむら ゆな）
羽石高校1年生。身長162センチメートル。サッカー部マネージャー。
南生がマネージャーとして連れてきた女子生徒。超巨乳。雑事を何でもてきぱきとこなし、いかにもマネージャーらしい。
野永と接することの多い叶葉をライバル視する。

#### 教員
川畑（かわばた）
野球部監督。チームを3年連続甲子園に出場させ、ベスト8にまで進めた実績がある。後にサッカー部の活動を評価し、ユニフォームの新調費用を野球部の部費から捻出する。
校長
羽石高校の入学者数を増やすために大将を入学させた。「結果がすべて」と考えていて、野永をただの「色物」としてしか見ていない。

### 西怜高校
真島 壮心（まじま たける）
西怜高校1年生。身長180センチメートル。背番号35。ポジションはミッドフィールダー（MF）。
元西怜中学サッカー部の主将。西怜中を束ねた不動のキャプテン。自らの実力に絶対的な自信を持っており、敵を「弱者」とみなして侮る傾向がある。しかしパス回しからゴール前に走りこむサリーにセンターリングを上げるだけのワンパターン戦略しか持っておらず、羽石高校との練習試合で戦略性の浅さが露呈し、後半はレギュラー陣を登用される屈辱を味わう。その後、レギュラーの座を獲得した模様。
サリー
西怜高校1年生。身長189センチメートル。背番号41。ポジションはフォワード（FW）。本名は横山 光輝（よこやま こうき）。
ハーフ。県内最多得点のFW。短気で熱くなり易い性格で、自分の思い通りにいかないとすぐに苛立つ。
ガタイを活かした強引なプレーが武器。本気を出すとファウルお構いなしのラフプレーを行うため、"壊し屋"の異名を持つ。羽石高校との練習試合ではその短気を勝歩に利用されファウルを犯し、逆転ゴールに繋がるFKを許してしまう。
「ちゃん」付けされるのを嫌う。
黒木 陸（くろき あつし）
西怜高校1年生。身長168センチメートル。背番号45。ポジションはサイドバック（SB）。
西怜中1の俊足ディフェンダー（DF）。「筋肉マックス」と叫んでダッシュするのが癖。ドリブルテクニックと速力は相当なものだが、不意を突かれると次のプレーに移行しにくいのが弱点。口癖は「筋肉高まる!」。
宇垣 省義（うがき しょうぎ）
西怜高校3年生。身長184センチメートル。背番号7。サッカー部キャプテン。
羽石高校との練習試合では術中にはまり逆転を許した1年を叱責、野永にレギュラー陣との交代を提案する。
大河原 開（おおかわら かい）
西怜高校サッカー部のエースストライカー。背番号10。南生の双子の弟。
虻川（あぶかわ）
西怜高校サッカー部3部顧問。
羽石高校との試合前に野永らと対面、相手を委縮させようとする。
神守（かんもり）
西怜高校サッカー部監督。
西怜サッカーを作り上げた監督。野永の監督としての実力を認め、レギュラー陣との対戦を受けて立った心意気と勇気を称賛した。

## 用語
羽石高校（はねいしこうこう）
神奈川県に立つ私立高校。サッカー部は無名。
西怜高校（せいれいこうこう）
サッカーに関しては、神奈川県最強と言われる私立高校。"黒い壁"と呼ばれる鉄壁のディフェンスが武器。

## 書誌情報
- 村瀬克俊 『DOIS SOL』 集英社〈ジャンプ・コミックス〉、全2巻
  1. 「勝歩と野永」 2011年6月3日発売、ISBN 978-4-08-870168-4
  2. 「ドイソル」 2011年8月4日発売、ISBN 978-4-08-870277-3